# The Wages of Sin (film 1914 Kalem)
The Wages of Sin è un cortometraggio muto del 1914. Il nome del regista non viene riportato nei credit del film interpretato da Ruth Roland.

## Produzione
Il film fu prodotto dalla Kalem e venne girato a Alamogordo, Nuovo Messico.

## Distribuzione
Distribuito dalla General Film Company, uscì nelle sale cinematografiche USA il 19 giugno 1914. Nelle proiezioni, veniva programmato con il sistema dello split reel, accorpato in un'unica bobina con un altro cortometraggio prodotto dalla Biograph, il documentario Military Tattoo at Aldershot, England.
Non si conoscono copie ancora esistenti della pellicola che viene considerata presumibilmente perduta.